# 서울특별시 소방재난본부
서울특별시 소방재난본부(서울特別市 消防災難本部, Seoul Metropolitan Fire & Disaster Headquarters)는 서울특별시에서 발생하는 화재, 인명구조, 각종 위급상황에 신속하게 대응하고 각종 재난을 방지하기 위해 서울특별시장의 소속으로 설치된 행정기관이다. 산하에 25개 소방서, 1개 특수구조단, 1개 소방학교를 두고 있으며, 남산에 서울종합방재센터를 두고 있다.
1998년 서울시 조직개편에 따라 민방위재난관리국과 소방본부가 합쳐져 소방방재본부로 개편되었다가 2008년에 서울특별시 소방재난본부로 변경되었다.
본부장은 소방정감으로 보한다.

## 연혁
- 1972년 서울특별시 소방본부 설치
- 1998년 서울특별시 소방방재본부로 변경
- 2008년 서울특별시 소방재난본부로 변경

### 역대 본부장
| 대수   | 이름   | 임기                                |
| ------ | ------ | ----------------------------------- |
| 제1대  | 서기석 | 1972년 6월 1일 ~ 1974년 2월 21일    |
| 제2대  | 이원복 | 1974년 2월 22일 ~ 1975년 6월 22일   |
| 제3대  | 한갑석 | 1975년 6월 23일 ~ 1976년 3월 14일   |
| 제4대  | 서상빈 | 1976년 3월 15일 ~ 1978년 7월 21일   |
| 제5대  | 류봉식 | 1978년 7월 22일 ~ 1981년 12월 13일  |
| 제6대  | 김대양 | 1981년 12월 14일 ~ 1983년 12월 19일 |
| 제7대  | 이형우 | 1983년 12월 20일 1985년 11월 19일   |
| 제8대  | 임병옥 | 1985년 11월 20일 ~ 1988년 6월 30일  |
| 제9대  | 서성석 | 1988년 7월 1일 ~ 1991년 6월 30일    |
| 제10대 | 한금종 | 1991년 7월 1일 ~ 1994년 3월 30일    |
| 제11대 | 최재홍 | 1994년 4월 8일 ~ 1991년 9월 26일    |
| 제12대 | 강원도 | 1991년 9월 27일 ~ 1995년 10월 5일   |
| 제13대 | 이무열 | 1995년 10월 6일 ~ 1996년 11월 7일   |
| 제14대 | 이학기 | 1996년 11월 8일 ~ 1998년 3월 31일   |
| 제15대 | 성무   | 1998년 4월 1일 ~ 1999년 4월 25일    |
| 제16대 | 신주영 | 1999년 4월 26일 ~ 2000년 7월 7일    |
| 제17대 | 김광수 | 2000년 7월 8일 ~ 2008년 2월 10일    |
| 제18대 | 최성룡 | 2002년 11월 2일 2004년 1월 11일     |
| 제19대 | 박창순 | 2004년 1월 12일 ~ 2004년 6월 24일   |
| 제20대 | 임용배 | 2004년 6월 25일 ~ 2007년 2월 12일   |
| 제21대 | 김한용 | 2007년 2월 13일 ~ 2007년 6월 8일    |
| 제22대 | 정정기 | 2007년 6월 14일 ~ 2009년 1월 1일    |
| 제23대 | 이기환 | 2009년 1월 2일 ~ 2009년 11월 5일    |
| 제24대 | 최웅길 | 2009년 11월 6일 ~ 2012년 2월 19일   |
| 제25대 | 조성완 | 2012년 2월 20일 ~ 2013년 5월 5일    |
| 제26대 | 권순경 | 2013년 5월 6일 ~ 2017년 7월 24일    |
| 제27대 | 정문호 | 2017년 7월 26일 ~ 2019년 1월 3일    |
| 제28대 | 이재열 | 2019년 1월 4일 ~ 2019년 9월 5일     |
| 제29대 | 신열우 | 2019년 9월 6일 ~ 2020년 11월        |
| 제20대 | 최태영 | 2020년 12월 ~ 2023년 2월            |
| 제21대 | 황기석 | 2023년 2월 ~ 2025년 3월             |
| 제22대 | 권혁민 | 2025년 3월 ~                        |

## 조직
| - 소방행정과 - 소방정책팀 - 조직경영팀 - 인사팀 - 경리팀 - 자산관리팀 - 재난안전소방팀 | - 재난대응과 - 대응전략팀 - 구조대책팀 - 구급관리팀 | - 예방과 - 예방팀 - 검사지도팀 - 가스위험물안전팀 - 홍보기획팀 | - 안전지원과 - 장비관리팀 - 안전교육팀 - 전산기획팀 - 안전보건팀 - 광나루안전체험관 - 보라매안전체험관 | - 소방감사담당관 - 감사총괄팀 - 감사팀 - 조사팀 - 특수구조단 |

## 주요 업무

### 소방행정과
- 소방행정, 정책기획, 소방예산, 보건안전복지

### 화재예방과
- 화재예방, 위험물안전, 화재안전조사, 소방사법

### 재난대응과
- 대응총괄, 긴급대응, 화재조사, 재난협력

### 구조구급과
- 구조총괄, 구급총괄, 구급품질, 특수재난대책

### 소방감사과
- 공직기강, 소방감사, 청렴법무, 감찰조사

### 119종합상황실
- 상황관리지원, 재난정보기획,정보통신관리, 정보통신보안, 재난정보분석

### 인사담당관
- 소방조직, 인사정책, 인사관리, 인재선발

### 생활안전담당관
- 생활안전, 도민안전지원, 안전교육, 언론공보

### 회계장비담당관
- 회계운영, 계약관리, 소방자산관리, 장비관리, 소방건축

## 산하기관
크게 4개 방면으로 구분되어있다.
직할대
- 청와대소방대
- 서울특별시 소방학교
- 특수구조단

| - 제1방면(북서권역) - 서울종로소방서 - 서울중부소방서 - 서울용산소방서 - 서울은평소방서 - 서울마포소방서 - 서울서대문소방서 | - 제2방면(북동권역) - 서울동대문소방서 - 서울광진소방서 - 서울성북소방서 - 서울도봉소방서 - 서울노원소방서 - 서울중랑소방서 - 서울강북소방서 - 서울성동소방서 | - 제3방면(남서권역) - 서울영등포소방서 - 서울강서소방서 - 서울양천소방서 - 서울구로소방서 - 서울금천소방서 - 서울관악소방서 - 서울동작소방서 | - 제4방면(남동권역) - 서울강남소방서 - 서울강동소방서 - 서울서초소방서 - 서울송파소방서 |

## 논란

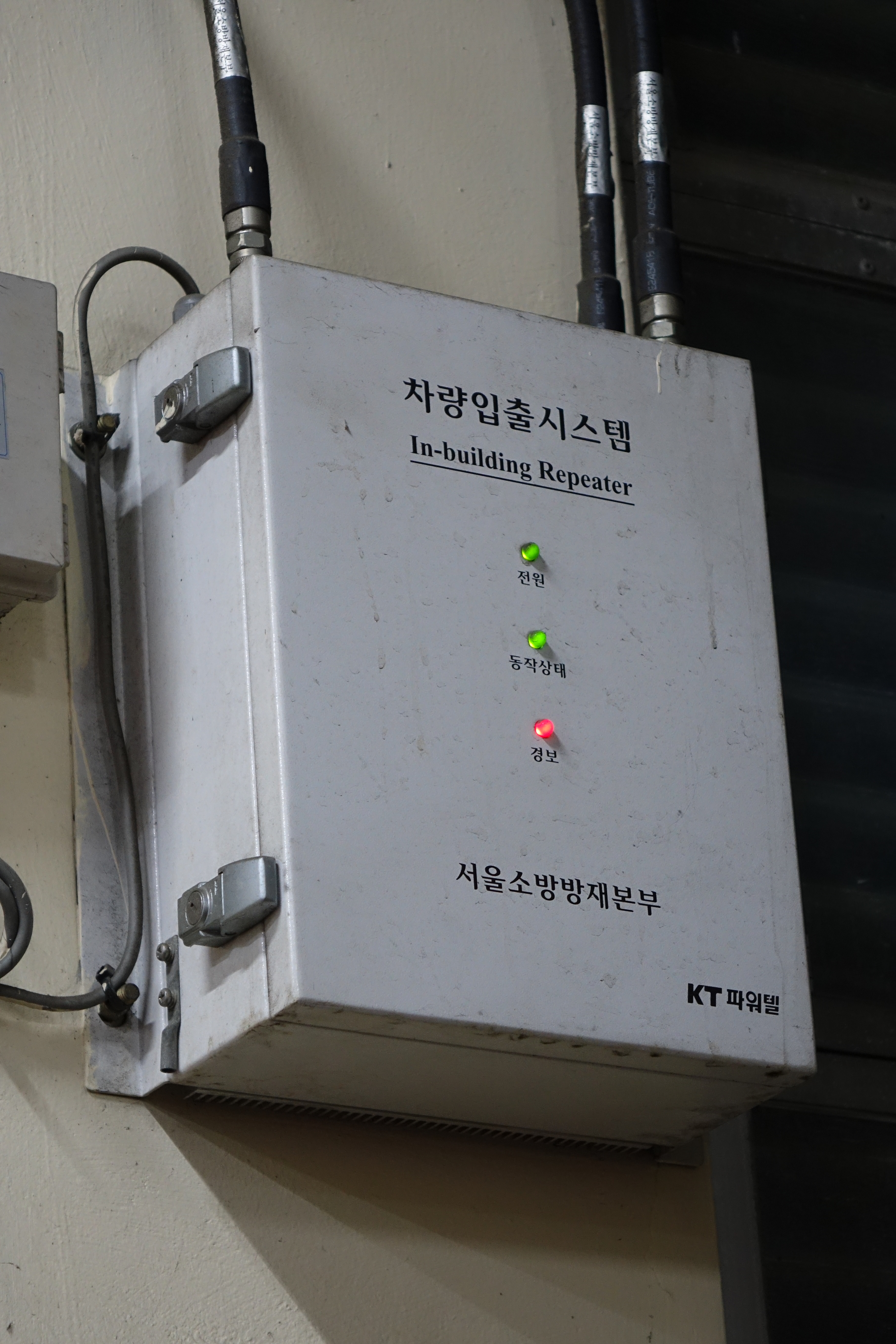
차고탈출시간 기록장비

서울소방재난본부는 서울지역의 119구급대의 이른바 '골든타임 내 도착 출동률'이 83.4%에 달한다고 밝혔다. 그러나 이는 각종 기기를 조작하여 부풀린 것으로 드러났다. 일선 소방서에서 차고지 탈출 시간을 GPS가 수신해서 차량이 소방서를 벗어난 시간을 기록하는데, 소방관의 안전은 배제된 채 시간만을 소방관서별로 평가해 더 나은 점수를 받기 위해 과열되는 양상을 보이고 있다는 주장도 있다. 소방본부는 "골든타임 내 도착을 권장했지만 강요까지는 하지 않았다"고 주장했지만, 서울시내 23개 소방서와 138개 안전센터를 차고탈출시간에 따라 줄을 세운 측정표와, 이에 따른 결과는 서장의 인사평가에 반영되고 있었다. 골든타임 목표제는 앞뒤가 뒤바뀌었다는 주장과 시장의 공약사항을 추진하는 과정에서 나타나는 부작용이라는 입장이 공존하고 있다.

## 같이 보기
- 대한민국 소방청
- 대한민국의 소방
- 소방관 계급